# Гранд Џанкшон (Тенеси)
Гранд Џанкшон (енгл. Grand Junction) град је у америчкој савезној држави Тенеси.

## Демографија
По попису из 2010. године број становника је 325, што је 24 (8,0%) становника више него 2000. године.
| Група             | 2000.       | 2010.       |
| Белци             | 176 (58,5%) | 196 (60,3%) |
| Афроамериканци    | 122 (40,5%) | 122 (37,5%) |
| Азијати           | 0 (0,0%)    | 0 (0,0%)    |
| Хиспаноамериканци | 3 (1,0%)    | 0 (0,0%)    |
| Укупно            | 301         | 325         |